# گربه سیه‌پا
گربه پاسیاه (نام علمی: Felis nigripes) نام یک گونه از سرده گربه‌ها است.

## زیستگاه
گربه‌های پا سیاه در علفزارهای خشک، ساوانا و بیابان‌های جنوب آفریقا زندگی می‌کنند. زمینی که آنها در آن زندگی می‌کنند به‌طور متوسط ۱۰۰ تا ۵۰۰ میلی‌متر بارندگی در سال دارد. آنها لانه‌هایی در تپه‌های متروک موریانه ایجاد می‌کنند و همچنین به‌طور موقت در بیشه‌های متراکم پناه می‌گیرند. گربه‌های پاسیاه در کشورهای بوتسوانا، نامیبیا و آفریقای جنوبی و همچنین بخش‌های کوچکی از آنگولا، زیمبابوه زندگی می‌کنند.

## ظاهر فیزیکی
گربه‌های پا سیاه از کوچک‌ترین گربه گربه سانان آفریقایی هستند. بدن آن‌ها با موهای قهوه ای روشن با لکه‌های سیاه تا قهوه ای تیره پوشیده شده است که پشت، پهلوها و شکم را می‌پوشاند. نوارهای قهوه‌ای تیره شبیه به لکه‌های روی گونه‌ها، پاهای جلویی، هاون‌ها و دم آنان وجود دارند. نوک دم گربه‌های پاسیاه معمولاً یکدست سیاه است. دم آنها به‌طور متوسط ۱۵۰ تا ۲۰۰ میلی‌متر است که تقریباً نیمی از طول بدن است. نرها کمی بزرگتر از ماده‌ها هستند. وزن نرها به‌طور متوسط ۱٫۹۳ کیلوگرم در مقایسه با ۱٫۳ کیلوگرم برای ماده هاست.
این گربه سانان به دلیل پایین پاهای سیاهشان به این اسم معروف شده‌اند

## تولید مثل
گربه‌های پا سیاه، معمولاً در فصل پاییز، در ماه‌های آگوست و سپتامبر جفت‌گیری می‌کنند. نرها و ماده‌ها فقط ۵ تا ۱۰ ساعت برای جفت‌گیری با هم ارتباط دارند، ماده‌ها در ماه نوامبر تا دسامبر در یک لانه زیرزمینی بچه‌هایشان را به دنیا می‌آورند، ماده‌ها ممکن است در یک سال چندین بستر داشته باشند، آن‌ها به‌طور متوسط ۱ تا ۳ فرزند در هر حاملگی دارند. بارداری ۵۹ تا ۶۸ روز طول می‌کشد و ماده‌ها بچه‌هایی با وزن ۶۰ تا ۸۸ گرم به دنیا می‌آورند، بچه گربه‌ها از ۳ هفتگی شروع به خروج از لانه خود می‌کنند و تا ۶ هفتگی به‌طور کامل از شیر گرفته می‌شوند، تا زمانی که می‌توانند شروع به شکار طعمه کنند. گربه‌های پاسیاه معمولاً در ۱۴ تا ۲۱ ماهگی بالغ می‌شوند.
گربه‌های پاسیاهی که در اسارت نگه داشته می‌شوند بین ۱۳ تا ۱۵٫۶ سال عمر می‌کنند.

## رفتار و عادات غذایی

گربه پا سیاه

گربه‌های پا سیاه منفرد هستند و معمولاً تنها زندگی می‌کنند، و فقط در طول تولید مثل حیواناتی اجتماعی می‌شوند، ولی گاهی به‌عنوان مادری با فرزندان وابسته نیز یافت می‌شوند. گربه‌های پاسیاه گونه‌ای عمدتاً شب‌زی هستند، و به ندرت دیده می‌شوند، و در طول روز در لانه‌های حیوانات دیگر، درجنگل‌های متراکم یا در غارها یا شکاف‌ها پناه می‌گیرند.
مساحت قلمرو نرها به‌طور متوسط ۱۳ تا ۲۰ کیلومتر مربع است، در حالی که مساحت قلمرو ماده‌ها به‌طور میانگین ۱۰ تا ۱۲ کیلومتر مربع است. در حالی که همپوشانی بین جنسیت‌ها رایج است و ممکن است تا ۵۰٪ از محدوده قلمرو را تشکیل دهد، گربه‌های پاسیاه به ندرت زمان زیادی را با هم می‌گذرانند. محدوده یک نر ممکن است با حداکثر ۵ ماده جداگانه همپوشانی داشته باشد. آن‌ها از اسپری ادرار برای تعیین قلمرو و جفت یابی استفاده می‌کنند.
گربه‌های پا سیاه انواع مختلفی از حیوانات کوچک را می‌خورند که ۹۸ درصد آنها از پستانداران و پرندگان تشکیل شده است. بصورت میانگین ۷۲درصد از پستانداران و۲۶ درصد از پرندگان رژیم غذایی آنان را تشکیل می‌دهد. حیواناتی با وزن کمتر از ۴۰ گرم بیش از نیمی از طعمه آنها را تشکیل می‌دهند. حیوانات بزرگتر عمدتاً در زمستان صید می‌شوند، زمانی که طعمه کوچکتر در دسترس نباشد. شکار حیوانات بزرگتر ممکن است برای استفاده بعدی ذخیره شوند. ۲ درصد باقیمانده رژیم غذایی آن‌ها را دوزیستان کوچک، خزندگان و بی مهرگان تشکیل می‌دهند

## وضیعت بقا
جمعیت گربه‌های پای سیاه به دلیل تخریب زیستگاه، تهدیدات شکارچیان، و طعمه‌های سمی که شکارچیان غیرقانونی استفاده می‌کنند در حال کاهش است. شکار گربه‌های پا سیاه در بوتسوانا و آفریقای جنوبی غیرقانونی است. محدوده زیستی آنها شامل چندین پارک ملی، و سایر مناطق بیابانی، از جمله پارک ملی فیل آدو، پارک ملی کارو، پانس ماگادیکگادی و پارک ملی کوه گورخر است. احتمالاً گربه‌های پا سیاه نسبت به سایر گربه سانان کوچک آفریقایی نادرتر هستند و به نظر می‌رسد جمعیت آنها در چند منطقه پراکنده شده است.
گربه‌های پاسیاه معمولاً هیچ ضرری برای انسان ندارند هرچند ممکن است برای دفاع از خود گاز بگیرند. گربه‌های پاسیاه با شکار جوندگان در دفع آفات‌ها برای کشاورزان مفید هستند.